# 211 a.C.
Il 211 a.C. (CCXI a.C. in numeri romani) è un anno  del III secolo a.C.

## Eventi
- Seconda guerra punica
  - Incapace di rimuovere l'assedio dei Romani a Capua, Annibale marcia su Roma sperando che essi abbandonino l'assedio per proteggere l'urbe. Questa manovra fallisce e Capua si arrende ai Romani.
  - Un esercito romano conquista Sagunto.
  - I Cartaginesi al comando di Asdrubale Barca, fratello di Annibale, sconfiggono i Romani nelle battaglie del Baetis superiore; nello scontro Publio e Gneo Cornelio Scipione muoiono.

## Morti
- Spurio Carvilio Massimo Ruga, romano
- Licurgo, sovrano spartano
- Marco Pomponio Matone, politico e militare romano
- Tito Otacilio Crasso, politico e generale romano
- Appio Claudio Pulcro, politico romano